# (5791) Comello
(5791) Comello (4053 T-2) – planetoida z grupy pasa głównego asteroid okrążająca Słońce w ciągu 4,91 lat w średniej odległości 2,89 j.a. Odkryta 29 września 1973 roku.